# Friedrichsbrücke
De Friedrichsbrücke is een voetgangersbrug over de Spree in Berlijn tussen de stadsdelen Alt-Berlin en Cölln. Sinds 1703 hebben er verscheidene bruggen op deze plaats gestaan.

## Geschiedenis
Aan het begin van de achttiende eeuw waren er in het centrum van Berlijn ongeveer dertig bruggen over de Spree. De in 1703 gebouwde Große Pomeranzbrücke was daar een van. Deze brug was een van belangrijkste oversteekplaatsen over de Spree tussen het oude Cölln en Berlijn. De naam was afgeleid van het Pomeranzenhaus, de orangerie die op het Spree-eiland stond. Koning Frederik II van Pruisen was van mening dat de Pruisische hoofdstad een statig aanzien moest krijgen, zodoende gaf hij Georg Friedrich von Boumann de opdracht tot de bouw van een nieuwe brug op deze plaats. In 1769 werd de nieuwe bakstenen boogbrug gebouwd die in 1792 ter ere van koning Frederik II de Friedrichsbrücke werd genoemd. De 75 meter lange brug had zes bogen en het beweegbare middenstuk kon opgehaald worden zodat boten ongehinderd dit stuk van de Spree konden bevaren.

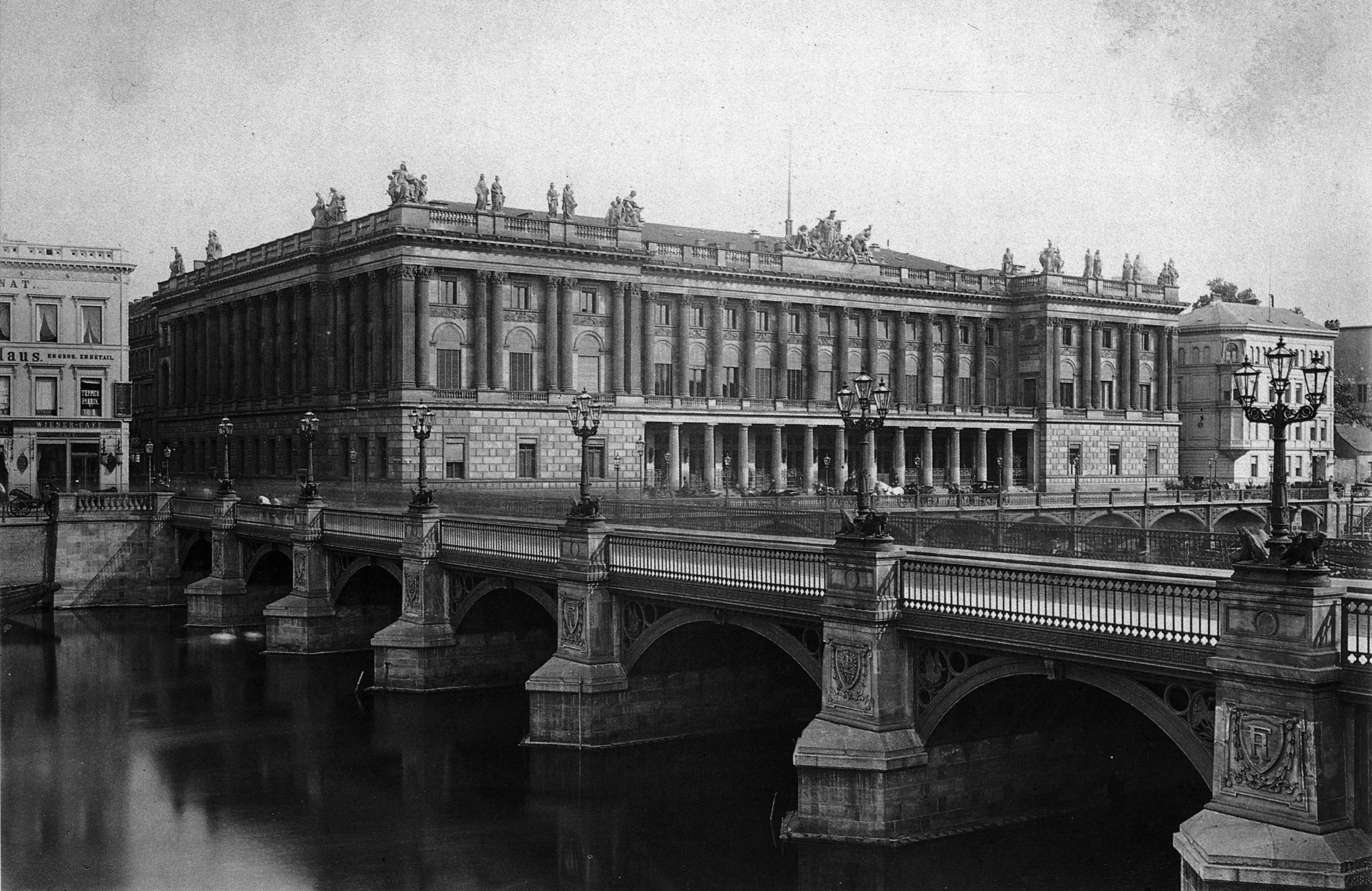
De gietijzeren brug in 1886

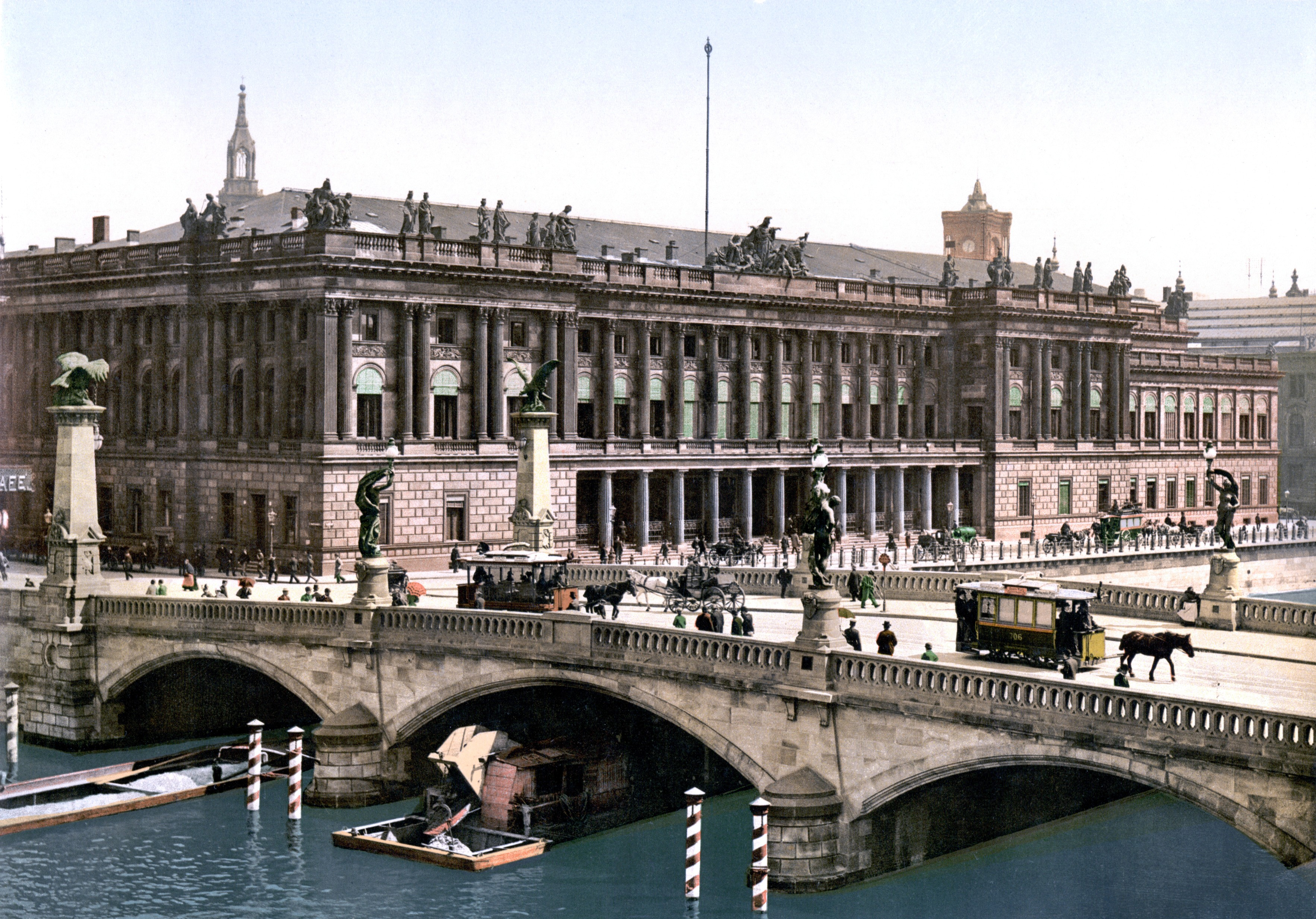
De Friedrichsbrücke rond 1900

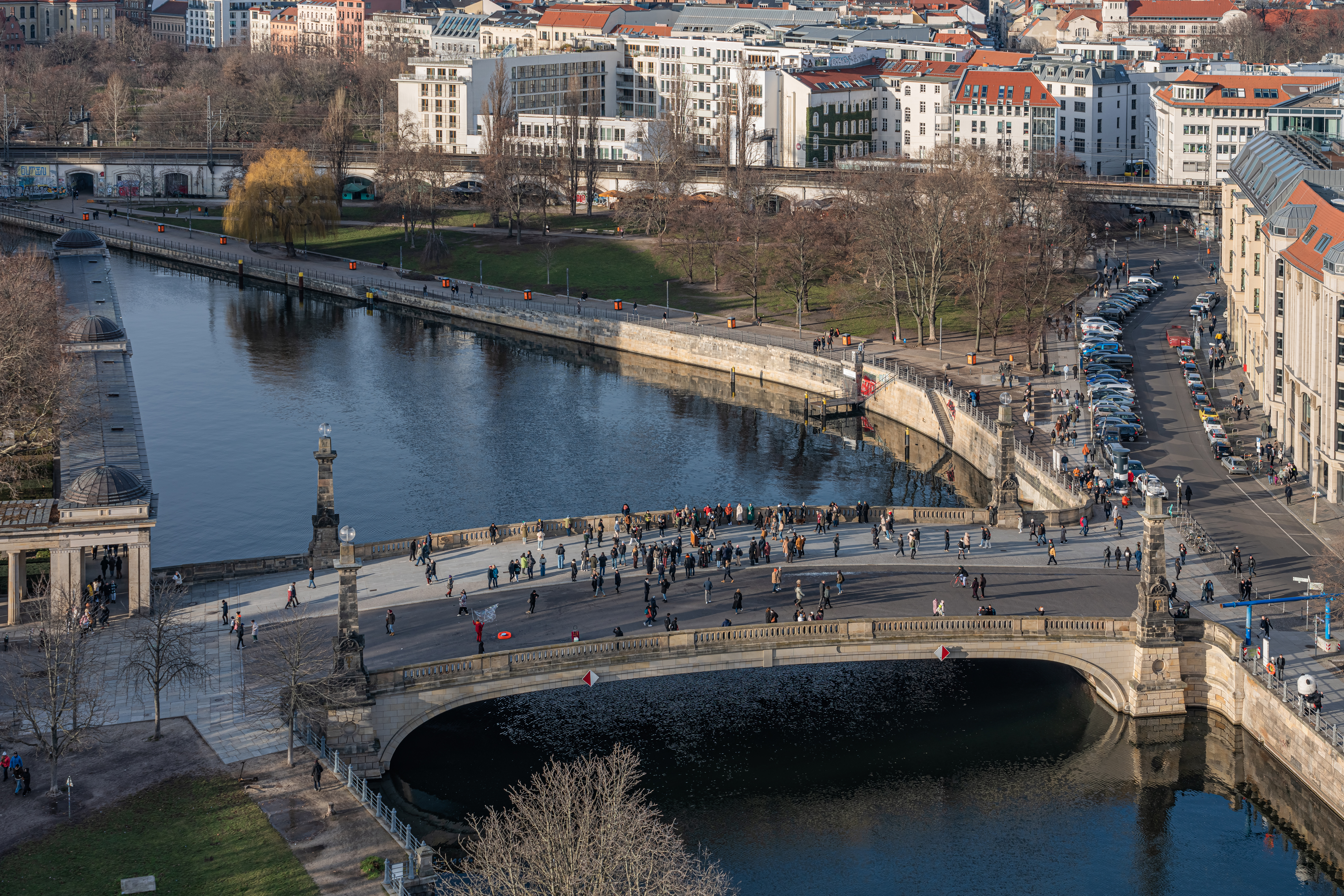
De brug vanaf de Berliner Dom

Het toenemende verkeer in Berlijn maakte het noodzakelijk dat de brug in 1822/1823 grootschalig gerestaureerd werd. De bakstenen bogen werden net als het beweegbare middenstuk afgebroken en vervangen door gietijzeren bogen die rustten op de niet afgebroken pijlers. Vanwege een nog grotere toename van het verkeer en vanwege het gebruik van de brug door militaire eenheden moest de brug in 1872-1875 alweer gerestaureerd worden, waarbij de brug zestien meter werd verbreed.
Al na tien jaar doken er wederom problemen op met de brug, vanwege de toename van de scheepvaart in de Berlijnse binnenstad. De doorvaarthoogte van slechts 2,10 meter was te gering voor de schepen, dus moest de ijzeren constructie afgebroken worden. Na langdurige vergaderingen over de financiën besloot het stadsbestuur een helemaal nieuwe brug op deze plaats neer te zetten. De brug werd tussen 1891 en 1884 gebouwd. Ze had slechts drie stenen bogen die rustten op stenen pijlers. De brug was rijkelijk versierd met vier obelisken met daarop adelaars, en vier koperen lantaarndragers die de vier werelddelen Europa, Afrika, Amerika en Azië voorstelden. De doorvaarthoogte was nu 3,2 meter en de overspanning van elke boog bedroeg zeventien meter.
Aan het einde van de Tweede Wereldoorlog blies de Wehrmacht de brug op. Na de oorlog werd er een tijdelijke brug gebouwd met een staalconstructie. Deze brug kon slechts door voetgangers worden gebruikt. Op 26 januari 1981 werd begonnen met de bouw van een nieuwe brug. Het uiterlijk van de brug was enigszins geïnspireerd door de brug uit de jaren negentig van de negentiende eeuw, maar bestond slechts uit één grote boog. De nog bewaard gebleven obelisken werden in de nieuwbouw geïntegreerd.
Van 2012 tot 2014 werd de brug gerenoveerd. De brug werd verbreed tot de oorspronkelijke breedte van 27 meter.